# قونایف
قونایف (به قزاقی:Қонаев، قونايەۆ) شهر مرکز اداری استان آلماتی در قزاقستان است.
با توجه به انفصال تاسیس استان جتی‌سو و انفصال آن از استان آلماتی در ژوئن ۲۰۲۲، منجمله این‌که مرکز استان آلماتی، شهر تالدی‌قورغان نیز به تابعیت و مرکزیت استان جدید التاسیس جتی‌سو در آمد.
این شهر تا پیش از سال ۲۰۲۲ میلادی، با نام قپچاق‌آی (به قزاقی: Қапшағай، قاپشاعاي) شناخته می شد. با ارتقاء این شهر به مرکزیت اداری استان آلماتی، نام این شهر نیز، برای ارج نهادن به «دین‌محمد قونایف» (به قزاقی: Дінмұхамед Қонаев، دىنمۇحامەد قونايەۆ)،‌ یازدهمین دبیر اول حزب کمونیستی قزاقستان در دوران شوروی، به «قونایف» تغییر یافت.

Қапшағай 

## خصوصیات
قونایف ۵۶٬۸۶۱ نفر جمعیت دارد.